# Utschkeken
Utschkeken (russisch Учкекен, karatschai-balkarisch Ючкёкен) ist ein Dorf (selo) in der Republik Karatschai-Tscherkessien (Russland) mit 16.512 Einwohnern (Stand 14. Oktober 2010).

## Geographie
Das Dorf liegt am Nordrand des Großen Kaukasus, etwa 50 km Luftlinie südwestlich der Republikhauptstadt Tscherkessk und 16 km westlich des bereits in der benachbarten Region Stawropol liegenden Kurortes Kislowodsk. Die Berge in der Umgebung des knapp 1000 m hoch gelegenen Ortes erheben sich auf etwa 1500 m. Utschkeken erstreckt sich im Tal des Eschkakon, der am unteren Ortsrand in den rechten Kuma-Nebenfluss Podkumok mündet.
Utschkeken ist Verwaltungszentrum des Rajons Malokaratschajewski. Der Ort ist vorwiegend von Karatschaiern bewohnt.

## Geschichte
Das Dorf wurde 1922 gegründet. Bei der Neugründung des 1943 aufgelösten Karatschai-Tscherkessischen Autonomen Gebietes (Vorgänger der heutigen Republik) 1957 wurde es Verwaltungszentrum eines Rajons.

### Bevölkerungsentwicklung
| Jahr | Einwohner |
| ---- | --------- |
| 1959 | 4.997     |
| 1970 | 9.110     |
| 1979 | 11.268    |
| 1989 | 13.872    |
| 2002 | 15.052    |
| 2010 | 16.512    |

Anmerkung: Volkszählungsdaten

## Bildung
In Utschkeken gibt es Filialen der Südlichen Föderalen Universität Rostow am Don und der Staatlichen Linguistischen Universität Pjatigorsk.

## Wirtschaft und Infrastruktur
Im Landwirtschaftsgebiet um Utschkeken werden Weizen, Kartoffeln und Futterkulturen angebaut; es wird Rinder-, Schaf- und Pferdezucht betrieben (Gestüt Karatschajewski). Im Dorf gibt es Betriebe der Leicht- und Lebensmittelindustrie sowie der Bauwirtschaft.
Die nächstgelegene Bahnstation als Endpunkt einer Zweigstrecke ab Mineralnyje Wody befindet sich in Kislowodsk. Durch das Dorf führt die Fernstraße A157 Karatschajewsk – Pjatigorsk.

## Persönlichkeiten
- Ida Kiefer (*  1982 in Utschkeken), Model, Schauspielerin und Produzentin